# Grzegorz Hałupka
 Grzegorz Hałupka  (ur. 28 listopada 1970 w Chorzowie) – generał brygady Wojska Polskiego; dowódca 6 Brygady Powietrznodesantowej w latach 2016–2018; członek Rady ds. Bezpieczeństwa i Obronności przy Prezydencie RP w ramach Narodowej Rady Rozwoju od 15 grudnia 2021 do 26 stycznia 2022.

## Życiorys

### Wykształcenie
Jest absolwentem Wyższej Szkoły Oficerskiej Wojsk Pancernych (1993), Uniwersytetu Opolskiego, w którym uzyskał tytuł magistra oraz ukończył studia podyplomowe. Studia podyplomowe z zakresu mobilizacji i pokojowego uzupełnienia wojsk w Akademii Obrony Narodowej, podyplomowe studia polityki obronnej w AON oraz szkolenie spadochronowo-desantowe.

### Służba wojskowa
Służbę zawodową rozpoczął w Opolu w 1993 na stanowisku dowódcy plutonu czołgów w 102 pułku zmechanizowanym, a od 1994 w 5 Brygadzie Pancernej, gdzie dowodził kompanią czołgów. Od 1996 służył w jednostkach Żandarmerii Wojskowej, w których zajmował stanowiska: oficera operacyjnego, specjalisty i szefa wydziału. Jednocześnie w ramach tej formacji pełnił służbę w ramach PKW w Iraku podczas IV zmiany. W 2005 w Oddziale Specjalnym ŻW w Gliwicach pełnił obowiązki szefa wydziału oraz szefa sztabu, a następnie objął stanowisko zastępcy komendanta. W okresie tym brał udział między innymi w przygotowaniu żołnierzy do służby poza granicami kraju, były to misje w Iraku, Afganistanie i Libanie oraz zaangażowany był w tworzeniu kontyngentu w Republice Konga, w Czadzie i Republice Środkowej Afryki. W 2011 został zastępcą dowódcy Jednostki Wojskowej Agat w Gliwicach. W 2013 wyznaczony na stanowisko szefa Oddziału Szkolenia w Zarządzie Szkolenia i Doktryn Inspektoratu Wojsk Specjalnych w Dowództwie Generalnym Rodzajów Sił Zbrojnych. W 2014 mianowany był na stopień pułkownika. 
2 maja 2016 minister obrony narodowej Antoni Macierewicz wręczył mu nominację na dowódcę 6 Brygady Powietrznodesantowej. 29 listopada 2016 postanowieniem prezydenta Rzeczypospolitej Polskiej z dnia 21 listopada 2016 nominowany na stopień generała brygady. Akt mianowania odebrał z rąk prezydenta Rzeczypospolitej Polskiej Andrzeja Dudy. W latach 2016–2017 był organizatorem i współorganizatorem ćwiczeń pod kryptonimem: „Swift Response 16” „Airborne Detachment-16”; „Efes-16” w Turcji; „Dragon-17”. Przygotowywał wydzielone pododdziały 6 BPD do dwóch kolejnych zmian w ramach Polskiego Kontyngentu Wojskowego KFOR (Kosowo Forces) oraz JMTG-U (Joint Multinational Training Group – Ukraine). 15 marca 2018 został powołany na członka Konwentu Akademii Wojsk Lądowych. 2 lipca 2018 przekazał dowodzenie 6 BPD dla gen. Szymona Koziatka. Następnie został wyznaczony na stanowisko szefa Zarządu Wojsk Aeromobilnych i Zmotoryzowanych (Inspektorat WL Dowództwa Generalnego RSZ). 21 stycznia 2020 został wybrany wiceprzewodniczącym Rady Programowej Akademii Wojsk Lądowych im. generała Tadeusza Kościuszki. Od 29 stycznia 2020 do 20 marca 2020 czasowo pełnił obowiązki Inspektora Wojsk Lądowych.  
31 stycznia 2021 w wieku 51 lat zakończył zawodową służbę wojskową. 15 grudnia 2021 został powołany do Rady ds. Bezpieczeństwa i Obronności przy Prezydencie RP w ramach Narodowej Rady Rozwoju, w której uczestniczył do 16 stycznia 2022.  

## Awanse
- podporucznik – 1993[1]

(...)
- generał brygady – 29 listopada 2016[26]

## Ordery, odznaczenia i wyróżnienia
- Brązowy Krzyż Zasługi – 2003[27]
- Gwiazda Iraku – 2005[28]
- Medal Pamiątkowy Wielonarodowej Dywizji Centrum-Południe w Iraku – 2007[29]
- Odznaka Honorowa Wojsk Lądowych
- Odznaka Skoczka Spadochronowego Wojsk Powietrznodesantowych – 2017
- Odznaka pamiątkowa 6 Brygady Powietrznodesantowej – 2016 (ex officio)
- Buzdygan Honorowy - 2016 (ex officio)[30]
- Odznaka pamiątkowa Dowództwa Generalnego Rodzajów Sił Zbrojnych – 2018

i inne